# Remington Steele
Remington Steele ist eine US-amerikanische Fernsehserie, die von 1982 bis 1987 produziert wurde. Hauptdarsteller waren Pierce Brosnan als Remington Steele und Stephanie Zimbalist in der Rolle der Laura Holt.

## Handlung
Wie man im Vorspann der ersten Staffel erfährt, ist Laura Holt eine sehr fähige Privatdetektivin, die ihren Mangel an Aufträgen darauf zurückführt, dass sie eine Frau ist. Schließlich erfindet sie einen männlichen Chef: „Remington Steele“.
Die Idee funktioniert und die Detektei hat Erfolg. Eines Tages (Folge 1 – Der Chef wird lebendig) taucht dann ein smarter, gutaussehender Dieb auf, der es auf einen Diamanten abgesehen hat, den die Detektei bewachen soll. In einer brenzligen Situation gibt er sich öffentlich als Steele aus und sein Bild landet so auf den Titelseiten der Zeitungen. Zunächst nur als Aushängeschild engagiert, findet der Mann Gefallen an seiner Rolle als weltmännischer Stardetektiv im Maßanzug und mischt sich immer mehr in die Fälle ein. Anfänglich fehlendes kriminalistisches Gespür gleicht der Filmfan durch Ideen aus, die ihm Parallelitäten aus alten Hollywoodfilmen liefern, aus denen er immer wieder zitiert.
Auch wenn von Anfang an eine erotische Anziehung zwischen Steele und Laura besteht, gehen beide bis zur Finalfolge nie eine Beziehung ein, reagieren aber gleichwohl eifersüchtig auf zeitweilige Beziehungen des jeweils anderen. Aus der Vergangenheit Steeles erfährt der Zuseher – wie auch Laura – im Laufe der Serie zwar immer wieder einzelne Details, in der letzten Folge wird sogar das Rätsel um Steeles Vater gelöst, sein wahrer Name jedoch wird nie enthüllt. Auch die Frage, ob Laura Steele vertrauen kann und er sein „altes Leben“ hinter sich gelassen hat, sorgt immer wieder für Konfliktpotenzial.
In Staffel 2 werden der Ermittler Murphy und die Sekretärin Bernice durch die resolute Mildred Krebs (Doris Roberts) ersetzt. Die Steuerfahnderin stößt bei einer Überprüfung der Detektei auf zahlreiche Ungereimtheiten wegen der fehlenden Vergangenheit Steeles, übertreibt ihre Ermittlungen jedoch derart, dass sie ihre Anstellung verliert. Steele und Laura stellen die begabte Rechercheurin daraufhin ein. Ihre Rolle und Aufgaben in der Detektei entwickeln sich immer mehr, es dauert jedoch, bis sie realisiert, dass der große „Boss“ nur eine Hülle ist.

## Produktionsgeschichte
Insgesamt wurden 94 Folgen gedreht, vier Staffeln mit je 22 Folgen von 1982 bis 1986 sowie drei Doppelfolgen als fünfte Staffel im Jahre 1987. Die englischen Episodentitel enthalten alle als Wortspiel entweder: Steele, Steeled oder Steeling.
Wegen nachlassender Einschaltquoten sollte die Serie nach der vierten Staffel eingestellt werden. Als jedoch bekannt wurde, dass Pierce Brosnan als Roger Moores Nachfolger für die Rolle des James Bond im Gespräch war, stieg das öffentliche Interesse an der Serie wieder. Dies veranlasste die Produzenten der Serie, eine fünfte Staffel zu drehen und verhinderte damit zunächst, dass Brosnan für James Bond besetzt wurde. Nachdem Timothy Dalton zweimal den britischen Agenten verkörperte, konnte Brosnan schließlich doch noch 1995 die Rolle übernehmen. Aber nicht nur Pierce Brosnan musste die bereits zugesagte Rolle wieder aufgeben. Auch Stephanie Zimbalist musste ihre Rolle in Robocop absagen.

## Trivia
Stefanie Zimbalists Vater Efrem Zimbalist Jr. (u. a. bekannt durch die TV-Serie FBI) tritt mehrfach als Daniel Chalmers auf. Der war einst Steeles Mentor, stellt sich in der Finalfolge dann als sein biologischer Vater heraus.
Ab Staffel 2 (Episode Oldtimer) besitzt die Detektei eine Nachbildung (Replik) eines weißen Auburn Speedster.
In Folge 15 der ersten Staffel vergleicht Remington Steele – wie so oft – den aktuellen Fall mit einem der Filmklassiker. Er spielt auf Thomas Crown ist nicht zu fassen mit Steve McQueen und Faye Dunaway an. Im Jahr 1999 spielte Brosnan selbst Thomas Crown im Remake Die Thomas Crown Affäre. Der Originaltitel beider Filme ist The Thomas Crown Affair.

### Gastauftritte bekannter Schauspieler
- Paul Reiser in Gute Nacht, Steele
- Sharon Stone in Phantasten und Terroristen
- Tracy Scoggins und Jenny O’Hara in Studium im Studio
- Lance Kinsey in Oldtimer
- Joanna Barnes in Gemischtes Doppel
- Judith Light und Woodrow Parfrey in Juwelendiebe
- Cassandra Harris in Lebendige Vergangenheit
- David Garrison in Krimi-Fan-Club
- Daniel Davis in Kaisers neue Küche
- Geena Davis und G. W. Bailey in Unternehmen Keksdose
- Jennifer Tilly in Drei Weihnachtsmänner zuviel
- Terry O’Quinn in Turbulenzen
- Jeffrey Jones in Alte Meister von Format
- Armin Shimerman in Feuer und Flamme
- Nana Visitor in Nackte und Tatsachen
- A Martinez in Zirkusluft
- Jane Kaczmarek in Fünf Frauen zuviel
- Thom Bray Hochzeitsgrüße vom CIA. Thom Bray hat in ein Trio mit vier Fäusten Dr. Murray „Boz“ Bozinsky gespielt.

## Synchronisation
Die deutsche Synchronisation entstand im Auftrag der Deutsche Synchron
Filmgesellschaft mbH & Co. Karlheinz Brunnemann Produktions KG in Berlin-Tempelhof, für die Dialogregie waren Frank Glaubrecht und Michael Richter verantwortlich.
| Rolle                       | Darsteller          | Sprecher                                                                                        |
| --------------------------- | ------------------- | ----------------------------------------------------------------------------------------------- |
| Remington Steele            | Pierce Brosnan      | Frank Glaubrecht                                                                                |
| Laura Holt                  | Stephanie Zimbalist | Karin Buchholz                                                                                  |
| Murphy Michaels (Staffel 1) | James Read          | Uwe Paulsen                                                                                     |
| Bernice Fox (Staffel 1)     | Janet DeMay         | Anita Kupsch                                                                                    |
| Mildred Krebs (Staffel 2–5) | Doris Roberts       | Inge Wolffberg                                                                                  |
| Daniel Chalmers             | Efrem Zimbalist Jr. | Lothar Blumhagen (Staffel 1+3), Friedrich Schoenfelder (Staffel 4), Jürgen Thormann (Staffel 5) |
| Norman Keyes (Staffel 3–5)  | James Tolkan        | Friedrich Georg Beckhaus                                                                        |
| Tony Roselli (Staffel 5)    | Jack Scalia         | Udo Schenk                                                                                      |

## DVD-Veröffentlichung in Deutschland
2011 erschien in Deutschland eine DVD-Box Best of Remington Steele. 2015 erschien Staffel 1 auf DVD in Deutschland. Im März 2016 folgte Staffel 2 und im Juni 2016 Staffel 3. Mit der Veröffentlichung der finalen Staffeln 4 und 5 am 30. September 2016 ist die Serie in Deutschland nun komplett auf DVD erhältlich.